# Gabriel Radomír
Gabriel Radomír († 1015) byl bulharský car letech 1014–1015. Nastoupil na trůn po smrti svého otce Samuela, jež byla způsobena mrtvicí po prohrané bitvě u Belasice roku 1014. Nový car se pokusil uzavřít s tehdejším byzantským císařem Basileem II. mír, byl ale odmítnut. Nespokojenosti s nekončící válkou a pokračujícími prohrami využil Gabrielův bratranec a syn komitopula Árona Ivan Vladislav, který bulharského vládce zavraždil a sám se prohlásil novým carem.
Po carovi Radomírovi je pojmenována hora Radomir (2013 m n. m.), nejvyšší hora pohoří Belasica na bulharsko-řeckých hranicích.